# Stochastisches System
Ein stochastisches System ist ein System, bei dem der momentane Zustand im Gegensatz zu einem deterministischen dynamischen System nur eine Wahrscheinlichkeitsverteilung für die darauf folgenden Zustände angibt. Es kann also nicht mit Sicherheit vorhergesagt werden, welchen Zustand das System als Nächstes annehmen wird. Die Zustände bilden einen stochastischen Prozess. So gesehen kann ein deterministischer Prozess als Grenzfall eines stochastischen Prozesses mit folgender Wahrscheinlichkeitsverteilung aufgefasst werden:
1 für den nächsten vorherbestimmten Zustand

 0 alle anderen Zustände